# HMS Panther (1758)
HMS Panther (1758) — 60-пушечный корабль четвёртого ранга. Третий корабль Королевского флота, названный Panther. Заказан 25 мая 1756 года. Получил название приказом Адмиралтейства от 3 августа 1756 года. Спущен на воду 22 июня 1758 года на частной верфи Martin & Henniker в Чатеме. Достроен в 3 сентября 1758 года на королевской верфи там же.

## Служба

### Семилетняя война
1758 — июль, вступил в строй, капитан Молине Шулдам (англ. Molineux Shuldham); 13 ноября ушёл на Подветренные острова.
1759 — в конце года вернулся в Портсмут; киль обшит медью.
1760 — капитан Филип Аффлек (англ. Philip Affeck). 6 января вместе с HMS Norfolk (74), покинул Спитхед, пошёл в Ост-Индию, где французский Пондишерри осаждал с суши подполковник Кут (англ. Coote) и блокировал с моря контр-адмирал Стивенс (англ. Stevens).
1761 — 1 января в Пондишерри потерял все мачты во время урагана; так же пострадали HMS America, HMS Medusa и HMS Falmouth, другие были выброшены на берег или затонули. Было потеряно 6 кораблей, около 1100 человек погибли. Через три дня блокада возобновилась, её усилил контр-адмирал Корниш, и 16 января французы сдались. Май, коммандер Уильям Ньюсон (англ. William Newson).
1762 — военно-полевым судом 24 августа Ньюсон снят с командования; временно назначен коммандер Джордж Урри (англ. George Ourry); с 1 августа участвовал в экспедиции против Манилы; с октября временно лейтенант Хайд-Паркер; он был капитаном Norfolk , но вскоре после прибытия в Ост-Индию тот был выбран адмиралом Корнишем в качестве флагмана. Паркер перешёл сперва на HMS Grafton, а затем на Panther. 4 октября Panther с фрегатом HMS Argo (капитан Кинг) был отделён контр-адмиралом Корнишем для поиска испанского галеона, приход которого ожидали в Маниле. 31 октября совместно с Argo взял галеон из Акапулько Santisima Trinidad; ноябрь, и. о. капитана коммандер Джон Лири (англ. John Leary).
Письмо вице-адмирала Корниша к м-ру Кливленду:

Манильская бухта, 10 ноября 1762.
В своем письме от 31 октября я осведомил вас, что послал капитана Паркер с Panther и Argo в поисках галеона St. Philippina из Акапулько, направлявшегося в Манилу.
7-го сего месяца капитан Кинг на Argo вернулся с письмом от капитана Паркера, уведомляющим меня, что согласно моему приказу, в погоне за St. Philippina 30 октября, достигнув долготы острова Капул, при входе в Эмброкадеро, где Арго встал на якорь (что и он намеревался сделать в ту ночь), под конец дня он обнаружил парус и, идя на север, в восемь вечера увидел преследуемого, около двух лиг с подветра, но к несчастью, по быстроте противного течения, в которое вошел песледуемый, оказался среди Нарраго, под угрозой гибели, и был вынужден встать на якорь; фрегат с опасностью для себя продолжил погоню и около двух часов вступил в бой, но был так побит, что капитан Кинг был вынужден привести к ветру для исправления повреждений. К этому времени течение ослабло, что позволило капитану Паркеру снова встать под паруса, не упуская преследуемого из виду; около девяти утра они поравнялись, и после двухчасового обстрела с дистанции половины мушкетного выстрела тот спустил флаг. Противник оказал небольшое сопротивление, в надежде на толщину бортов своего корабля, которые ядра с Panther были не в состоянии пробить, кроме надстроек. Капитан Паркер был не менее разочарован, чем удивлен узнать, когда генерал прибыл на борт, что вместо St. Philippina он взял с боем Santissima Trinidad, который 1 августа вышел из Манилы в Акапулько, и отошел на 300 лиг к востоку от Эмброкадеро но, встретив жестокий шторм, потерял мачты и повернул обратно для ремонта; на борту было 800 человек, порты прорезаны для 60 пушек, но когда капитан Кинг начал с ним бой, были установлены всего 6, а в момент захвата всего 13; его осадка 33 фута, по размерам он гораздо больше, чем Panther. Я не могу утверждать какова полная стоимость грузов, но зарегистрировано их на сумму полутора миллионов долларов, а весь он, как говорят, стоит три миллиона.
Капитан Кинг оставил Panther с призом на якоре около трех лиг к югу от Коррегидор, в устье сей бухты, и я послал на усиление людей с катерами и верпами, и надеюсь очень скоро поставить его в безопасном месте.
Остаюсь, и проч. и проч., С. Корниш
Оригинальный текст (англ.)
Bay of Manilla, November 10th. 1762.
In my letter of 31st. October, I acquainted you of my having sent Captain Parker with the Panther and Argo in quest of the galleon, St. Philippina, from Acapulco, bound for Manilla.
On the 7th. inst. Capt. King in the Argo returned with a letter from Capt. Parker, acquainting me that in consequence of my orders, having the 30th. October got the length of the island of Capul, near the entrance into the Embocadero, in pursuit of the the St. Philippina, where the Argo had come to an anchor (and which he intended to do for that night) just as the day closed saw a sail, and standing to the northward, at eight in the evening he got a sight of the chace, about two leagues to leeward, but unluckily, by the rapidity of a counter current, to what the chase was in, drove among the Narrago's in the utmost danger of being lost, and obliged to anchor; the frigate having the danger, got up with the chace, and engaged her near two hours, but was so roughly handled that Capt. King was obliged to bring too to repair his damages. By this time the current slackened, which enabled Capt. Parker to get under sail with the chace in sight; about nine the next morning he came up with her, and after battering her two hours within half musket shot, she struck. The enemy made little resistance, trusting to the immense thickness of the side of their ship, which the Panther's shot was not able to penetrate, except her upper works. Capt. Parker was no less disappointed than surprised, when the General came on board, to find, that instead of the St. Philippina, he had engaged and taken the Santissima Trinidad, who departed from Manilla the 1st. August for Acapulco, and had got 300 leagues to the eastward of the Embocadero ; but meeting with a hard gale of wind, was dismasted and and put back to refit; she had 800 men on board, and pierced for 60 guns, but when Capt. King engaged her, had only six mounted, and but 13 when taken; she draws 33 feet of water, and a much larger ship than the Panther. I cannot ascertain the value of the cargo, but there is to the amount of one million and a half of dollars registered, and she is reputed to be worth three million
Capt. King left the Panther with her prize at anchor about three leagues south of the Corrigedow, at the mouth of this bay; and I have sent a reinforcement of men with launches and warps, I hope very soon to have her in safety.
I am & c. S. CORNISH

1763 — февраль, и. о. капитана лейтенант Уильям Херон (англ. William Heron); май, лейтенант Джон Матисон (англ. John Mathison).

### Межвоенная служба
1764 — 4 января умер лейтенант Джон Матисон; назначен лейтенант Энсли Браун (англ. Annesley Brown); 3 апреля помещён под арест, вместо него и. о. снова Джон Лири; вернулся в Англию; июль, выведен в резерв и рассчитан.
1765 — лейтенант Браун снят с командования военно-полевым судом 7 июня; корабль прибыл в Спитхед 12 июня; обследован в доке 2 сентября; с декабря капитальный ремонт в Чатеме по июнь 1768; капитан Джон Тинкер (англ. John Blaydon Tinker); 1 июля офицеры Panther предстали перед военно-полевым судом по обвинению капитана. Вина первого и второго лейтенантов была полностью доказана, и они были уволены от службы. В случае третьего лейтенанта вина была частью доказана, и ему был объявлен выговор. Мастер был оправдан.
1766 — 25 марта уже капитан Тинкер предстал перед военным судом на борту HMS Superb в Спитхеде по обвинениям, относящимся ко времени его командования HMS Medway в Ост-Индии. Он был c честью оправдан.
1771 — январь, введён в строй, капитан Джордж Гейтон (англ. George Gayton), под брейд-вымпелом капитана Джона Байрона; 14 июня ушёл на Ньюфаундленд.
1772 — февраль, капитан Омманни (англ. Cornthwaite Ommanney), под брейд-вымпелом капитана Шулдама; 27 мая ушёл на Ньюфаундленд.
1773 — 29 мая снова на Ньюфаундленд. Шлюп HMS Dispatch, направленный в Англию с новостями об урагане, налетевшем на Вест-Индию 31 августа, затонул в Атлантическом океане. Его команда была спасена Panther который, к счастью, встретил его на переходе от Ньюфаундленда.
1774 — выведен в резерв в декабре.

### Американская революционная война
Малый ремонт и оснащение Портсмуте с июня по декабрь 1777 года.
1777 — введён в строй в сентябре, капитан Джон Харви (англ. John Harvey, командовал до 1781 года); 29 декабря ушёл в Средиземное море.
1779 — флагман вице-адмирала Роберта Даффа с начала осады Гибралтара.
1780 — август-октябрь, ремонт и обшивка медью в Портсмуте; 30 ноября ушёл на Подветренные острова. Покинул Англию с контр-адмиралом Худом 29 ноября. Эскадра включала семь кораблей, в том числе HMS Gibraltar (80), HMS Invincible (74), HMS Princessa (70), HMS Panther (60), и фрегат HMS Sybil (28), и сопровождала большой конвой из более чем 100 торговых судов и транспортов с 2000 войска и припасами, предназначенный для ремонта флота вице-адмирала Родни, который сильно пострадал во время урагана в октябре. Корабли Худа также отчасти заменили 13 кораблей Родни, потерянных в ураган.
1781 — 7 января прибыл на Барбадос; 3 февраля был при острове Св. Евстафия; 4 февраля перехватил голландский конвой, на следующий день совместно с HMS Monarch взял 60-пушечный голландский Mars; 28 января Родни стало известно, что Великобритания находится в состоянии войны с голландцами, и он получил указание атаковать острова Св. Евстафия (Синт-Эстатиус) и Сен-Мартен. 3 февраля флот появился у островов и потребовал немедленной капитуляции от ничего не подозревающих жителей. Более 150 торговых судов были взяты в гавани, а Monarch (капитан Фрэнсис Рейнольдс), Panther и Sybil (капитан лорд Чарльз Фицджеральд), были отправлены в погоню за голландским конвоем, вышедшим два дня назад. Корабль голландского адмирала Mars был обнаружен рано утром 4 февраля и после короткого боя с Monarch и Panther, когда Sybil зашёл ему справа по носу, он сдался, как и «купец» вместе с ним. Голландский адмирал, Виллем Крулль, был смертельно ранен. Остальные суда конвоя, не зная о войне, легли в дрейф вместо того чтобы рассыпаться, и также были взяты в качестве призов.
1782 — капитан Томас Пирси (англ. Thomas Piercy); с мая капитан Роберт Саймонтон (англ. Robert Simonton), флагман вице-адмирала Френсиса У. Дрейка в Даунс; июль, с эскадрой Рива (англ. Reeve) Бискайский залив; 23 июля отбил у французов куттер Pigmy; 11 сентября с флотом адмирала Хау вышел на снятие осады с Гибралтара; 20 октября был при мысе Спартель.
1783 — флагман вице-адмирала Марка Милбанка в Плимуте, затем выведен в резерв.
1787 — приказом Адмиралтейства от 13 декабря назначен к переделке в госпитальное судно «для службы при заморской эскадре».
1788 — вместо этого 29 августа превращён в блокшив в Портсмуте.

### Наполеоновские войны
1807 — март, плавучая тюрьма в Плимуте; апрель-август, лейтенант Томас Шервин (англ. Thomas Sherwin).
1809 — лейтенант Ричард Фолкленд (англ. Richard Falkland).
1810 — лейтенант Джилл (англ. Gill), ноябрь, лейтенант Джозеф Харрисон (англ. Joseph Harrison).
1813 — отправлен на слом и разобран.